# Intyg för utlandet

Ett europeiskt sjukförsäkringskort – ett exempel på ett intyg för utlandet.

Ett intyg för utlandet, tidigare E-standardblankett, är ett personligt intyg som utfärdas av de ansvariga nationella myndigheterna inom Europeiska unionen med syfte att underlätta erkännandet av socialförsäkringsförmåner för personer som rör sig mellan unionens medlemsstater. Det mest kända exemplet är det europeiska sjukförsäkringskortet. Med undantag för sjukförsäkringskortet består övriga intyg för utlandet av ett enkelt pappersintyg med europeiska flaggan högst upp till vänster, en hänvisning till samordningen av de sociala trygghetssystemen högst upp till höger samt namnet på den utfärdande socialförsäkringsmyndigheten längst ner. Beroende på typ av intyg erhålls det antingen av de nationella försäkrings- eller pensionsmyndigheterna eller av en ansvarig arbetsförmedling.
Intygen för utlandet utfärdas i enlighet med socialförsäkringsförordningens bestämmelser. Enligt förordningen ska varje person som flyttar inom Europeiska unionen omfattas av ett och endast ett av medlemsstaternas socialförsäkringssystem. I vissa fall, till exempel om en arbetstagare är bosatt i en medlemsstat men arbetar i en annan, kan ett intyg för utlandet behövas för att personen i fråga ska kunna visa att han eller hon omfattas av ett visst socialförsäkringssystem. Om en person saknar ett intyg för utlandet kan uppgifterna i många fall istället inhämtas genom direkt kontakt mellan de nationella socialförsäkringsmyndigheterna, men detta kan leda till förseningar och extra administration.
Den exakta utformningen av intygen för utlandet bestäms av administrativa kommissionen. Systemet med intyg för utlandet planeras att gradvis ersättas av systemet för elektroniskt utbyte av socialförsäkringsuppgifter (EESSI-systemet), som kommer att automatisera utbytet av socialförsäkringsuppgifter mellan de nationella myndigheterna. Även ett europeiskt socialförsäkringskort håller på att utvecklas för att möjliggöra för medborgare att enkelt uppvisa uppgifter om sina socialförsäkringar.

## Olika typer av intyg för utlandet
Sedan den ursprungliga socialförsäkringsförordningen trädde i kraft har en rad olika typer av intyg för utlandet förekommit. Antalet har reducerats i takt med att samordningen av de sociala trygghetssystemen har förstärkts och numera finns endast tio typer av intyg kvar:
| Intygets beteckning              | Intygets titel                                                                   | Typiskt användningsområde | Utfärdande organ                                                                 | Tidigare E-standardblanketter |
| -------------------------------- | -------------------------------------------------------------------------------- | --- | -------------------------------------------------------------------------------- | ----------------------------- |
| Europeiska sjukförsäkringskortet | Intyg om rätt till vårdförmåner under vistelse i en annan medlemsstat            | Intygar att innehavaren är sjukförsäkrad i den medlemsstat som kortet har utfärdats i och således har rätt till vårdförmåner under tillfällig vistelse i en annan medlemsstat                             | Försäkringskassa                                                                 | E 110, E 111, E 119, E 128    |
| A1                               | Intyg om den socialförsäkringslagstiftning som innehavaren omfattas av           | Intygar vilken socialförsäkringslagstiftning som innehavaren omfattas av vid arbete i en annan medlemsstat än den där han eller hon är socialförsäkrad                                                    | Försäkringskassa                                                                 | E 101, E 103                  |
| S1                               | Registrering för hälso- och sjukvård                                             | Intygar att innehavaren och dess familjemedlemmar har rätt till viss hälso- och sjukvård i bosättningslandet i de fall personerna i fråga omfattas av en annan medlemsstats socialförsäkringslagstiftning | Försäkringskassa                                                                 | E 106, E 109, E 121           |
| S2                               | Rätt till planerad vård                                                          | Intygar att innehavaren har rätt till viss vård i en annan medlemsstat, på samma villkor som de personer som är socialförsäkrade där                                                                      | Försäkringskassa                                                                 | E 112                         |
| S3                               | Vård för f.d. gränsarbetare i det land där de tidigare arbetade                  | Intygar att innehavaren har rätt till viss vård i en medlemsstat där han eller hon tidigare har arbetat, på samma villkor som de personer som är socialförsäkrade där                                     | Försäkringskassa                                                                 | –                             |
| U1                               | Perioder som ska beaktas vid beviljande av förmåner vid arbetslöshet             | Intygar uppgifter om innehavaren som ligger till grund för arbetslöshetsförmåner i en annan medlemsstat än den där personen i fråga tidigare har varit socialförsäkrad eller arbetat                      | Arbetsförmedling eller försäkringskassa                                          | E 301                         |
| U2                               | Bibehållen rätt till arbetslöshetsersättning                                     | Intygar att innehavaren har rätt till arbetslöshetsersättning efter att han eller hon har flyttat till en annan medlemsstat                                                                               | Arbetsförmedling eller försäkringskassa                                          | E 303                         |
| U3                               | Omständigheter som kan påverka rätten till arbetslöshetsersättning               | Intygar uppgifter om förhållanden som kan påverka innehavarens rätt till arbetslöshetsförmåner i en annan medlemsstat än den där han eller hon söker arbete                                               | Arbetsförmedling i det land där en person söker jobb på grundval av ett U2-intyg | –                             |
| DA1                              | Rätt till hälso- och sjukvård för personer som omfattas av arbetsskadeförsäkring | Intygar innehavarens rätt till hälso- och sjukvård i en medlemsstat när personen i fråga omfattas av en arbetsskadeförsäkring i en annan medlemsstat                                                      | Försäkringskassa                                                                 | E 123                         |
| P1                               | Sammanfattning av pensionsbeslut                                                 | Sammanfattning av pensionsbeslut som ger en överblick över de beslut som myndigheter i olika medlemsstater har fattat om innehavaren vid ansökan om ålders-, efterlevande- eller invaliditetspension      | Pensionsmyndighet                                                                | –                             |

Genom en rekommendation fastställde administrativa kommissionen den 10 oktober 2018 vissa gemensamma detaljer för äkthetsbevisning för andra intyg för utlandet än det europeiska sjukförsäkringskortet.